# CBOT-DT
CBOT-DT（チャンネル4）は、カナダ・オンタリオ州オタワにあるCBCテレビジョンの放送局。これは、Ici Radio-Canada Télé加盟局のCBOFT-DT（チャンネル9）とのツインスティックの一部である。両方の放送局は、CBCの主要な企業オフィスと並んで、オタワのダウンタウンのクイーン・ストリート（コンフェデレーション線ライトレール駅の向かい）にあるCBCオタワ制作センターのスタジオを共有している。CBOT-DTの送信所は、ガティノーの北、ケベック州チェルシーのキャンプ・フォーチュンにあるライアン・タワーにある。

## 歴史

1980年代初頭にCBOTが数年間使用したチャンネル4のロゴ。

1953年6月2日に初めて放送され、カナダで3番目のテレビ局になった。Télévision de Radio-Canada加盟局のCBOFTが開始される前は、CBOTは英語とフランス語の両方の番組を放送していた。
1970年代後半から1980年代前半にかけて、「CBC 4 Ottawa（CBC 4 オタワ）」として知られており、そのニュース放送は『CBC 4 News』として知られていた。1980年、18:00のニュース放送はアブ・ダグラスが、『ザ・ナショナル』に続き、23:27にジョー・スペンスがキャスターを務めた。1980年代半ば、「CBOT 4」、現在は「CBC Ottawa（CBCオタワ）」として知られていた。

## ニュース運用
CBOT-DTは現在、毎週10時間40分の地元で制作されたニュース番組を放送している（平日：毎週2時間、土曜日：30分、日曜日：10分）。平日の17:00から18:30までの90分間のニュース番組と、23:00からの30分間のニュース番組の形式でローカルニュース番組を放送している。週末には、土曜日に18:00からの30分間のニュース番組が放送され、日曜日の23:00に10分間のサマリーが放送される。

### 著名な元放送スタッフ
- イアン・ブラック（英語版）（CMOS（英語版）公認の気象予報士） - 気象学者
- リタ・チェリ（英語版） - 元『CBC News: Ottawa at Six』アンカー
- ロイド・ロバートソン（後に『CBCニュース:ザ・ナショナル』及び『CTVナショナルニュース』アンカー; 現：引退）

## 技術情報

### サブチャンネル
| チャンネル | 解像度 | アスペクト比 | ショートネーム | 番組編成                          |
| ---------- | ------ | ------------ | -------------- | --------------------------------- |
| 4.1        | 720p   | 16:9         | CBOT-DT        | メインCBOT-DT番組/CBCテレビジョン |

### アナログからデジタルへの変換
2011年8月31日、CRTCが指定した強制市場のカナダのテレビ局がアナログ放送からデジタル放送に移行した際、局のデジタル信号はUHFチャンネル25のままだった。ただし、PSIPを使用することで、デジタルテレビ受信機は CBOT-DTの仮想チャンネルを4.1として表示する。

### 送信所
CBOTはオンタリオ州東部で6つのアナログテレビ再放送局を運営しており、ペンブルックなどのコミュニティも含まれていた。2012年4月、CBCに対する連邦予算の削減により、同年7月31日にCBCとRadio-Canadaの残りのアナログ送信所を停止することが含まれるCBCは大幅な予算削減で対応した。CBCまたは Radio-Canadaのテレビ再放送局はいずれもデジタルに変換されなかった。

#### CBOTの元再放送局
| 放送局 | 放送地域免許                | チャンネル | ERP      | HAAT    | 送信所の座標                                                      | CRTC/備考      |
| ------ | --------------------------- | ---------- | -------- | ------- | ----------------------------------------------------------------- | -------------- |
| CBOT-1 | フォイマウント              | 14（UHF）  | 42.3 kW  | 229.2 m | 北緯45度25分48秒 西経77度18分14秒 / 北緯45.43000度 西経77.30389度 | 91-6382011-497 |
| CBOT-2 | バリーズベイ                | 19（UHF）  | 8.6 kW   | 170.4 m | 北緯45度29分23秒 西経77度42分56秒 / 北緯45.48972度 西経77.71556度 |                |
| CBOT-3 | ホイットニー                | 9（VHF）   | 0.01 kW  | NA      | 北緯45度29分18秒 西経78度12分22秒 / 北緯45.48833度 西経78.20611度 |                |
| CBOT-4 | メイヌース                  | 51（UHF）  | 1.535 kW | 121.5 m | 北緯45度13分37秒 西経77度52分29秒 / 北緯45.22694度 西経77.87472度 |                |
| CBOT-5 | マッカーサーズミルズ        | 33（UHF）  | 4.286 kW | 125.3 m | 北緯45度5分18秒 西経77度38分49秒 / 北緯45.08833度 西経77.64694度  |                |
| CBOT-6 | ディープリバー/ペンブルック | 3（VHF）   | 43.3 kW  | 152.2 m | 北緯46度2分40秒 西経77度28分4秒 / 北緯46.04444度 西経77.46778度   | 90-1077        |